# Giovanni Mazzonetto
Giovanni Mazzonetto (Cappella di Scorzè, 1º dicembre 1939) è un politico italiano.

## Biografia
È stato presidente della Provincia di Treviso dal 7 maggio 1995 al 7 giugno 1998, sostenuto da una coalizione che comprendeva Popolari, Lega Nord, Patto dei Democratici e Nuova Italia Autonomia Veneta.
È fratello di Alberto Mazzonetto, già capogruppo al Consiglio provinciale e candidato a Sindaco di Venezia per la Lega, che nell'estate 2008 ha organizzato una protesta contro il sindaco Massimo Cacciari che intendeva costruire un nuovo campo per le popolazioni di etnia Sinti nella frazione di Favaro Veneto.
È anche docente presso la facoltà di agraria dell'Università degli Studi di Padova e di Geometria per Design Industriale dell'Università IUAV di Venezia.